# Elmer Acevedo
Élmer Ángel Acevedo (né, selon les sources, le 24 février 1946 ou le 27 janvier 1949 et mort le 30 août 2017) est un footballeur salvadorien des années 1960 et 1970.

## Biographie
Attaquant du Club Deportivo FAS, il participe aux JO de 1968 et à la Coupe du monde 1970 avec l'équipe du Salvador.